# Rui Da Gracia
Rui Fernando da Gracia Gomes (Bembibre, España, 28 de mayo de 1985), simplemente conocido como Rui, es un futbolista hispano-caboverdiano nacionalizado ecuatoguineano que juega como defensa para la selección de Guinea Ecuatorial.

## Trayectoria
Rui empezó su carrera futbolística jugando en las categorías inferiores del C. D. Bembibre, donde además de jugar entrenaba a los infantiles del club. Debutó con el primer equipo con quien conseguiría más adelante el ascenso a Tercera División. Tras el exitoso ascenso fue entonces cuando le llamó el Elche C. F. "B" por quien ficharía en 2005 inicialmente por una temporada. Aun así continuó una temporada más en el filial ilicitano, la 2006-07, bajo la nueva denominación de Elche Ilicitano.
El rendimiento dado en esa campaña le sirvió para incorporarse a las filas del Real Ávila y disputar dos ligas de la misma Tercera División, la 2007-08 y la 2008-09.
Al inicio de la 2009-10 subió un escalafón fichando por el C. F. Palencia de Segunda B, equipo con el cual jugaría dos temporadas llegando incluso a disputar una promoción de ascenso a Segunda.
En el verano de 2011, debido a los graves problemas económicos arrastrados por la entidad palentina, se ve obligado a salir del equipo y encontrar un proyecto de futuro en la renovado U. D. Logroñés que también militaba en Segunda B. Disputa una temporada a un alto nivel pero sin llegar a conseguir el objetivo de clasificarse para la promoción de ascenso, motivo por el cual Rui decide aventurarse en la liga chipriota firmando con el Enosis Neon Paralimni F. C.
Con la escuadra chipriota tuvo un año intenso donde resultó ser uno de los pilares en la zaga. Compitió en un total de 25 encuentros sin llegar a ver portería pero dejando muy buenas sensaciones.
El rescate bancario que tuvo lugar en Chipre inundó al país en una gran incertidumbre, muchos de los bancos mantuvieron sus puertas cerradas varios días e incluso semanas, numerosos jugadores de fútbol tuvieron que hacer largas colas en las sucursales bancarias para poder aclarar su situación. Esta sensación de inseguridad con noticias dispares a diario forzó a la gran colonia de jugadores españoles, que habían buscado una salida a la crisis en el fútbol del país isleño, a replantearse su futuro. Algunos de ellos decidieron abandonar la liga en busca de una mayor estabilidad y seguridad salarial. Entre ellos Rui quien para la temporada 2013/14 decidió volver a España, a un destino ya conocido como era el Real Ávila C. F., equipo al que volvía tras cuatro temporadas.
En julio de 2014, a través de su nuevo representante Ángel Ruiz, firma en el club maltés de la ciudad de Paola, Hibernians F. C., donde disputa dos partidos completos de la competición internacional Liga Europa, ante el equipo eslovaco Spartak Trnava.
En el verano de 2018 llegó al Grupo XVIII de la Tercera División española para defender la camiseta blanquiazul del Formac Villarrubia.  A final de temporada, tras quedar en segunda posición con el equipo ciudarrealeño y jugar las tres fases de play-off, consiguió ascender a Segunda División B.

## Selección nacional
Antes de hacer su debut con una selección nacional jugó varios encuentros, entre los años 2007 y 2009, con la selección autonómica de Castilla y León.
Siendo hijo de caboverdianos oriundos de São Nicolau que fueron a España para trabajar en las minas, Rui representó en 2009 a la selección de su país de origen en el Mundialito. Al ser una competición de selecciones filiales, no contó como convocatoria oficial.
Eso permitió que en julio de 2010 recibiera su primera convocatoria oficial, esta vez la llamada se produjo desde Guinea Ecuatorial, país que lo naturalizó gracias a la ayuda de Benjamín Zarandona, quien fuera compañero de Rui en el Palencia. Su primera llamada con la selección de ese país fue para un partido amistoso ante Marruecos en Rabat, pero finalmente no pudo asistir por una lesión.
El 12 de octubre de 2010 debutó oficialmente con el Nzalang Nacional en otro partido amistoso disputado en Malabo ante Botsuana, perdido por 0-2.
Rui fue convocado posteriormente para jugar la Copa Africana de Naciones 2012 con Guinea Ecuatorial. Con la selección subsahariana llegó hasta los cuartos de final, donde fue eliminada por Costa de Marfil, quedando finalmente en séptima posición de un total de 16 selecciones participantes. Rui jugó como titular todos los encuentros que el Nzalang disputó en esta competición, los tres de la fase de grupos y el partido de cuartos ante Costa de Marfil.

## Clubes
| Club                   | País   | Año       |
| ---------------------- | ------ | --------- |
| C. A. Bembibre         | España | 2002-2005 |
| Elche C. F. Ilicitano  | España | 2005-2007 |
| Real Ávila C. F.       | España | 2007-2009 |
| C. F. Palencia         | España | 2009-2011 |
| U. D. Logroñés         | España | 2011-2012 |
| Enosis Neon Paralimni  | Chipre | 2012-2014 |
| Hibernians F. C.       | Malta  | 2014-2018 |
| Villarrubia C. F.      | España | 2018-2019 |
| Gimnástica Segoviana   | España | 2019-2022 |
| C. U. Collado Villalba | España | 2022-2023 |
| A. D. Colmenar Viejo   | España | 2023-2024 |